# Waltraud Deckelmann
Waltraud „Traudl“ Deckelmann (* 25. Juli 1939) ist eine deutsche Zahnärztin und katholische Frauenfunktionärin.

## Leben
Waltraud Deckelmann studierte nach dem Abitur 1958 von 1958 bis 1964 Zahnheilkunde in München und Freiburg. 1964 legte sie das Staatsexamen ab und erhielt die Approbation. Von 1965 bis 1969 arbeitete sie an der Volkszahnklinik Basel. 1970 wurde sie zum Dr. med. dent. promoviert und war danach Mitarbeiterin und Vertreterin in Privatpraxen. Von 1977 bis 2002 war sie nebenberuflich Fachlehrerin für Zahnarzthelferinnen an den Berufsschulen in München und Traunstein. Sie lebt mit ihrem Mann in Inzell.
Seit den 1980er-Jahren engagiert sie sich im Katholischen Deutschen Frauenbund (KDFB). Von 1987 bis 2001 war sie Bezirksleiterin im Diözesanverband München und Freising des KDFB und von 2002 bis 2010 Landesvorsitzende des KDFB in Bayern, des mit 220.000 Mitgliedern größten Frauenverbandes in Bayern. Außerdem war sie bis Juli 2010 Vorsitzende des Bildungswerks des Bayerischen Landesverbandes des KDFB.
Weiter ist sie Leiterin der Arbeitsgemeinschaft Katholischer Frauen Bayerns und Mitglied im Vorstand von Donum Vitae in Bayern.

## Ehrungen
Im November 2011 wurde sie mit der Verdienstmedaille der Bundesrepublik Deutschland ausgezeichnet. Die ihr bereits zugesagte Korbiniansmedaille des Erzbistums München und Freising wurde ihr wegen ihrer Mitarbeit bei Donum Vitae nicht verliehen.